# Салдаев, Михаил Иванович
Михаил Иванович Салдаев (1900—1979) — советский хозяйственный деятель, Герой Социалистического Труда.

## Биография
Родился в 1900 году в селе Черноречье. Член КПСС.
С 1915 года — на хозяйственной, общественной и политической работе. В 1915—1960 гг. — батрак, участник Гражданской войны, организатор коллективного сельскохозяйственного производства, учётчик, бригадир полеводческой бригады, председатель колхоза «Сталинец», участник Великой Отечественной войны в составе 33-й отдельной моторизованной инженерной бригады, председатель чернореченского колхоза «Сталинец» Молотовского района Куйбышевской области, председатель колхоза имени Ленина Волжского района Куйбышевской области.
Указом Президиума Верховного Совета СССР от 21 ноября 1958 года присвоено звание Героя Социалистического Труда с вручением ордена Ленина и золотой медали «Серп и Молот».
Делегат XXI съезда КПСС.
Умер в Черноречье в 1979 году.